# غيلوم سورو
غيلوم كيغبافوري سورو (بالفرنسية: Guillaume Kigbavori Soro  )‏ (مواليد 8 مايو 1972) سياسي من ساحل العاج شغل منصب رئيس وزراء جمهورية ساحل العاج منذ 4 أبريل 2007 حيث عين آنذاك من قبل لوران غباغبو وحتى 6 ديسمبر 2010. ثم عُين كرئيس للوزراء في حكومة الحسن واتارا بعيد الانتخابات الرئاسية التي جرت في 2010.
عقب انتخابات 2010 الرئاسية التي جرت في ساحل العاج، واعلان كلا المتنافسين الحسن واتارا ولوران غباغبو نفسيهما فائزين بها، أعلن سورو انحيازه للحسن واتارا كرئيس لكوت ديفوار في حين أعلن لوران غباغبو تعيين غيلبير آكي كرئيس لحكومته التي لم يعترف بها المجتمع الدولي.

## الحياة السياسية
بعد اتفاق السلام في يناير 2003، عين سورو في الحكومة وزيراً للاتصالات، وقاطع اجتماعات مجلس الوزراء في سبتمبر 2003، وعادوا في يناير 2004. ولكن بعد فض مظاهرة معارضة نظمت في أبيدجان في مارس 2004 بالعنف، أقال الرئيس لوران غباغبو سورو ووزيرين آخرين من مناصبهم.